# Квалификације за Конкакафов шампионат у фудбалу за жене 2022.
Квалификације за Конкакафов шампионат у фудбалу за жене 2022. такмичење, такође познато као Конкакафове Ж квалификације (CONCACAF W Qualifiers) , је турнир за жене у фудбалу на којем су учествовале сениорске женске репрезентације чланица асоцијација Конкакафа да би одлучиле о тимовима који ће учествовати на Конкакафововом шампионату у фудбалу за жене 2022. Квалификациони мечеви су одржани у фебруару и априлу 2022. Укупно шест тимова у квалификационом такмичењу пласирало се на завршни турнир, придруживши се Канади и Сједињеним Државама, које су аутоматски се квалификовале пошто су имеле статус као најбоље рангирани тимови. „Првенство Конкакава Ж 2022.” служило је као квалификације за ФИФА Светско првенство за жене 2023. у Аустралији и Новом Зеланду, као и за фудбалски турнир на Летњим олимпијским играма 2024. у Француској.

## Земље учеснице
Укупно 39 асоцијација чланица Конкакафа имало је право да уђе у квалификационо такмичење, при чему су се Канада и Сједињене Државе аутоматски квалификовале за завршни турнир као два најбоља тима Конкакафа на ФИФА женској светској ранг листи у августу 2020. године. Овога пута само 30 екипа се пријавило на такмичење.
| Аутоматски квалификоване    | Екипе пријављене за квалификације |
| --------------------------- | --- |
| - Канада - Сједињене Државе | - Ангвила - Антигва и Барбуда - Аруба - Барбадос - Белизе - Бермуди - Британска Девичанска Острва - Кајманска Острва - Костарика - Куба - Курасао - Доминика - Доминиканска Република - Салвадор - Гренада - Гватемала - Гвајана - Хаити - Хондурас - Јамајка - Мексико - Никарагва - Панама - Порторико - Сент Китс и Невис - Сент Винсент и Гренадини - Суринам - Тринидад и Тобаго - Теркс и Кејкос - Америчка Девичанска Острва |

Белешке
- Екипе означене подебљаним словима пласирале су се на завршни турнир.

| - Бахами - Бонер - Француска Гвајана - Гваделуп - Мартиник - Монтсерат - Света Луција - Свети Мартин Ф - Свети Мартин Х |

Белешке
1. 1 2 3 4  Није члан МОК, не испуњава услове за Олимпијске игре
2. 1 2 3 4 5 6  Није члан ФИФА или МОК, не испуњава услове за Светско првенство и Олимпијске игре

## Формат
Квалификационо такмичење је одржано у фебруару и априлу 2022. Екипе су биле извучене у шест група по пет екипа, а одиграле су по две утакмице код куће и две у гостима у једном кругу. Уколико би се пријавило више од тридесет асоцијација чланица Конкакафа, пре квалификационе групне фазе била би одржана рунда доигравања. Међутим, пошто је 30 тимова ушло у квалификације, то није било потребно. Шест победника група пласирало се на завршни турнир.

### Нерешени резултати
Тимови се рангирају према количнику освојених бодова (3 бода за победу, 1 бод за реми, 0 поена за пораз). Пласман тимова у свакој групи утврђује се на следећи начин (прописи чланови 12.4 и 12.7.):
1. бодови добијени у свим групним утакмицама
2. гол разлика у свим утакмицама у групи
3. број постигнутих голова на свим утакмицама у групи

Ако су две или више екипа изједначене на основу горе наведена три критеријума, њихов пласман се утврђује на следећи начин:
1. бодови добијени у групним утакмицама између дотичних тимова,
2. гол разлика у групним утакмицама између дотичних тимова
3. број голова постигнутих у групним утакмицама између дотичних тимова
4. фер плеј бодови у свим утакмицама у групи:
  - први жути картон: минус 1 бод
  - индиректни црвени картон (други жути картон): минус 3 бода
  - директан црвени картон: минус 4 бода
  - жути картон и директни црвени картон: минус 5 бодова
5. извлачење жреба (Конкакаф).

## Жреб
Квалификациони жреб је одржан 21. августа 2021. у 15:00 ЕДТ у Мајамију, Флорида, Сједињене Америчке Државе. Тридесет тимова је постављено на основу Светске ранг листе ФИФА за жене из јуна 2021. (рангирање је у заградама). Шест најбољих тимова на ранг-листи су претходно постављени и аутоматски распоређени на позицију 1 по редоследу од групе А до Ф. Преостали тимови су распоређени у шешире од 1 до 4 на основу рангирања, при чему је сваки пот садржао шест тимова. Шешир бр. 4 је имао два најниже рангирана тима, заједно са четири нерангирана тима. У жребу, тимови су извучени из сваког шешира и распоређени по редоследу од групе А до Ф. Позициони тимови су извучени на основу броја њиховог шешира: тимови из шешира бр. 1 су извучени на позицију 2, тимови из шешира бр. 2 стављени су на позицију 3, тимови из шешира бр. 3 стављени су на позицију 4 и тимови из шешира бр. 4 стављени су на позицију 5.
| Носиоци група | Шешир 1 | Шешир 2 | Шешир 3 | Шешир 4 |
| --- | --- | --- | --- | --- |
| - Мексико (28) (А1) - Костарика (36) (Б1) - Јамајка (51) (Ц1) - Панама (60) (Д1) - Хаити (62) (Е1) - Тринидад и Тобаго (70) (Ф1) | - Гватемала (80) - Гвајана (88) - Куба (89) - Порторико (107) - Доминиканска Република (110) - Салвадор (113) | - Хондурас (117) - Никарагва (118) - Суринам (129) - Сент Китс и Невис (134) - Барбадос (138) - Бермуди (139) | - Сент Винсент и Гренадини (146) - Доминика (148) - Гренада (151) - Америчка Девичанска Острва (155) - Белизе (158) - Антигва и Барбуда (160) | - Курасао (162) - Аруба (165) - Ангвила (НР) - Британска Девичанска Острва (НР) - Кајманска Острва (НР) - Теркс и Кејкос (НР) |

Белешке
- НР: Нису рангирани на ФИФА ранг листи

## Распоред
Испод је распоред квалификационог турнира за првенство Конкакаф Ж 2022.
Дана 8. октобра 2021., Конкакаф је објавио датуме утакмица, након што је први рок одигравања утакмица одложен са новембра 2021. на фебруар 2022. због утицаја повезаних са пандемијом Ковид 19.
| Коло        | Утакмица | Датум             |
| ----------- | -------- | ----------------- |
| Први датум  | 2 и 4    | 16. фебруар 2022. |
| Први датум  | 1 и 3    | 17. фебруар 2022. |
| Први датум  | 5 и 2    | 19. фебруар 2022. |
| Први датум  | 4 и 1    | 20. фебруар 2022. |
| Први датум  | 3 и 5    | 22. фебруар 2022. |
| Други датум | 4 и 5    | 6. април 2022.    |
| Други датум | 2 и 3    | 8. април 2022.    |
| Други датум | 5 и 1    | 9. април 2022.    |
| Други датум | 3 и 4    | 12. април 2022.   |
| Други датум | 1 и 2    | 12. април 2022.   |

## Групна фаза

### Група А
| Pos | Тим               | О | П | Н | И | ГД | ГП | ГР  | Бод. | Qualification                               |        | Мексико | Порторико | Суринам | Антигва и Барбуда | Ангвила |
| --- | ----------------- | - | - | - | - | -- | -- | --- | ---- | ------------------------------------------- | ------ | ------- | --------- | ------- | ----------------- | ------- |
| 1   | Мексико           | 4 | 4 | 0 | 0 | 34 | 0  | +34 | 12   | Квалификована за Конкакафов шампионат 2022. |        | —       | 6 : 0     | 9 : 0   | нема              | нема    |
| 2   | Порторико         | 4 | 3 | 0 | 1 | 15 | 6  | +9  | 9    |                                             |        | нема    | —         | 2 : 0   | 4 : 0             | нема    |
| 3   | Суринам           | 4 | 2 | 0 | 2 | 10 | 12 | −2  | 6    |                                             | нема   | нема    | —         | 5 : 1   | 5 : 0             |         |
| 4   | Антигва и Барбуда | 4 | 1 | 0 | 3 | 2  | 17 | −15 | 3    |                                             | 0 : 8  | нема    | нема      | —       | 1 : 0             |         |
| 5   | Ангвила           | 4 | 0 | 0 | 4 | 0  | 26 | −26 | 0    |                                             | 0 : 11 | 0 : 9   | нема      | нема    | —                 |         |

| Порторико                                                        | 4 : 0                               | Антигва и Барбуда |
| ---------------------------------------------------------------- | ----------------------------------- | ----------------- |
| - Кристина Торес 15’, 45’ - Лора Суарез 22’ - Карина Сокарас 51’ | Извештај (ФИФА) Извештај (Конкакаф) |                   |

| Мексико | 9 : 0                               | Суринам |
| --- | ----------------------------------- | ------- |
| - Стефани Мајор 9’ - Кати Мартинез 24’, 33’ - Ровена Ондан 45+2’ (а.г.) - Диана Гарсија 48’ - Ребека Бернал 62’ - Каролина Харамиљо 75’ - Марикармен Рејес 88’ - Алисија Сервантес 89’ | Извештај (ФИФА) Извештај (Конкакаф) |         |

| Ангвила | 0 : 9                               | Порторико |
| ------- | ----------------------------------- | --- |
|         | Извештај (ФИФА) Извештај (Конкакаф) | - С. Ричардсон 7’ (а.г.) - Карина Сокарас 37’, 57’, 64’, 71’ - Карти 39’ (а.г.) - Николет Дрис 42’, 90+1’ - Лора Санчез 75’ (пен.) |

| Антигва и Барбуда | 0 : 8                               | Мексико |
| ----------------- | ----------------------------------- | --- |
|                   | Извештај (ФИФА) Извештај (Конкакаф) | - Стефани Мајор 24’, 33’ (пен.) - Ребека Бернал 27’ - Алисија Сервантес 43’ - Кати Мартинез 61’ - Марикармен Рејес 64’ - Каролина Харамиљо 76’ - Мира Делгадиљо 90+6’ |

| Суринам                                                                   | 5 : 0                               | Ангвила |
| ------------------------------------------------------------------------- | ----------------------------------- | ------- |
| - ван Омерен 25’, 38’, 49’ - Андаја Лантвелд 57’ - Еми Банарсе 61’ (пен.) | Извештај (ФИФА) Извештај (Конкакаф) |         |

| Антигва и Барбуда | 1 : 0                               | Ангвила |
| ----------------- | ----------------------------------- | ------- |
| - Кај Јакобс 27’  | Извештај (ФИФА) Извештај (Конкакаф) |         |

| Порторико                            | 2 : 0                               | Суринам |
| ------------------------------------ | ----------------------------------- | ------- |
| - Николет Дрис 17’ - Џил Агилера 66’ | Извештај (ФИФА) Извештај (Конкакаф) |         |

| Ангвила | 0 : 11                              | Мексико |
| ------- | ----------------------------------- | --- |
|         | Извештај (ФИФА) Извештај (Конкакаф) | - Алисија Сервантес 4’, 8’, 56’ - Марикармен Рејес] 15’ - Стефани Мајор 39’ - Касандра Монтеро 53’ - Диана Ордоњез 57’, 68’ - Химена Лопез 63’ - Кати Мартинез 75’ (пен.), 88’ |

| Суринам                                                                                                 | 5 : 1                               | Антигва и Барбуда       |
| --- | ----------------------------------- | ----------------------- |
| - ван Омерен 27’ (пен.) - Андаја Лантвелд 34’ (пен.) - Патра 36’ - Ровена Ондан 68’ - Пике 90+4’ (пен.) | Извештај (ФИФА) Извештај (Конкакаф) | - Кај Јакобс 84’ (пен.) |

| Мексико | 6 : 0                               | Порторико |
| --- | ----------------------------------- | --------- |
| - Лизбет Овање 13’, 51’ - Кати Мартинез 15’ - Мира Делгадиљо 19’ - Диана Ордоњез 55’ - Марија Санчез 90+1’ | Извештај (ФИФА) Извештај (Конкакаф) |           |

### Група Б
| Pos | Тим                        | О | П | Н | И | ГД | ГП | ГР  | Бод. | Qualification                               |       | Костарика | Сент Китс и Невис | Гватемала | Курасао | Америчка Девичанска Острва |
| --- | -------------------------- | - | - | - | - | -- | -- | --- | ---- | ------------------------------------------- | ----- | --------- | ----------------- | --------- | ------- | -------------------------- |
| 1   | Костарика                  | 4 | 4 | 0 | 0 | 22 | 0  | +22 | 12   | Квалификована за Конкакафов шампионат 2022. |       | —         | 7 : 0             | 5 : 0     | нема    | нема                       |
| 2   | Сент Китс и Невис          | 4 | 3 | 0 | 1 | 13 | 9  | +4  | 9    |                                             |       | нема      | —                 | нема      | 5 : 1   | 6 : 0                      |
| 3   | Гватемала                  | 4 | 2 | 0 | 2 | 16 | 7  | +9  | 6    |                                             | нема  | 1 : 2     | —                 | нема      | 9 : 0   |                            |
| 4   | Курасао                    | 4 | 1 | 0 | 3 | 2  | 15 | −13 | 3    |                                             | 0 : 4 | нема      | 0 : 6             | —         | нема    |                            |
| 5   | Америчка Девичанска Острва | 4 | 0 | 0 | 4 | 0  | 22 | −22 | 0    |                                             | 0 : 6 | нема      | нема              | 0 : 1     | —       |                            |

| Гватемала | 9 : 0                               | Америчка Девичанска Острва |
| --- | ----------------------------------- | -------------------------- |
| - Лесли Рамирез 25’, 43’ - Андреа Алварез 44’, 50’ - Ајша Солорзано 49’, 66’ - Елиса Тексах 56’ - Марија Монтеросо 70’ - Вивијан Ерера 79’ | Извештај (ФИФА) Извештај (Конкакаф) |                            |

| Костарика | 7 : 0                               | Сент Китс и Невис |
| --- | ----------------------------------- | ----------------- |
| - Мариана Бенавидес 16’, 54’ - Присцила Чинчиља 45’ - Каролина Венегас 45+3’ - Ракел Родригез 58’ - Глоријана Виљалобос 60’ - Катерине Алварадо 90+7’ (пен.) | Извештај (ФИФА) Извештај (Конкакаф) |                   |

| Курасао | 0 : 6                               | Гватемала |
| ------- | ----------------------------------- | --- |
|         | Извештај (ФИФА) Извештај (Конкакаф) | - Глорија Агилар 8’ - Марија Монтеросо 32’, 40’ - Андреа Алварез 63’ - Селса Круз 84’ (пен.) - Марија Контрерас 89’ |

| Америчка Девичанска Острва | 0 : 6                               | Костарика |
| -------------------------- | ----------------------------------- | --- |
|                            | Извештај (ФИФА) Извештај (Конкакаф) | - Катерине Алварадо 5’ (пен.) - Ракел Родригез 17’, 44’ - Каролина Венегас 24’ - Мелиса Ерера 65’ - Фабиола Виљалобос 69’ |

| Сент Китс и Невис                                                                    | 5 : 1                               | Курасао           |
| ------------------------------------------------------------------------------------ | ----------------------------------- | ----------------- |
| - Ели Стокс 2’ - Фоенетиа Браун 7’ - Бритни Лоренц 23’, 56’ - Џахзара Клакстон 90+3’ | Извештај (ФИФА) Извештај (Конкакаф) | - Тајша Хансен 5’ |

| Америчка Девичанска Острва | 0 : 1                               | Курасао              |
| -------------------------- | ----------------------------------- | -------------------- |
|                            | Извештај (ФИФА) Извештај (Конкакаф) | - Рисмарли Токај 23’ |

| Гватемала        | 1 : 2                               | Сент Китс и Невис                                        |
| ---------------- | ----------------------------------- | -------------------------------------------------------- |
| - Селса Круз 49’ | Извештај (ФИФА) Извештај (Конкакаф) | - Ијанла Бејли-Вилијамс 20’ (пен.) - Џазара Клакстон 71’ |

| Курасао | 0 : 4                               | Костарика                                             |
| ------- | ----------------------------------- | ----------------------------------------------------- |
|         | Извештај (ФИФА) Извештај (Конкакаф) | - Ракел Родригез 22’, 28’, 64’ - Присцила Чинчиља 57’ |

| Сент Китс и Невис                                                                                          | 6 : 0                               | Америчка Девичанска Острва |
| --- | ----------------------------------- | -------------------------- |
| - Ели Стокс 21’ - Клои Уденберг 51’ - Спрингер 57’ - Џазара Клакстон 65’ - Фонетиа Браун 77’ (пен.), 90+3’ | Извештај (ФИФА) Извештај (Конкакаф) |                            |

| Костарика                                                                             | 5 : 0                               | Гватемала |
| ------------------------------------------------------------------------------------- | ----------------------------------- | --------- |
| - Присцила Чинчиља 5’, 64’ - Марија Салас 29’ - Кристин Гранадос 52’ - Ширли Круз 85’ | Извештај (ФИФА) Извештај (Конкакаф) |           |

### Група Ц
| Pos | Тим                    | О | П | Н | И | ГД | ГП | ГР  | Бод. | Qualification                               |       | Јамајка | Доминиканска Република | Бермуди | Кајманска Острва | Гренада |
| --- | ---------------------- | - | - | - | - | -- | -- | --- | ---- | ------------------------------------------- | ----- | ------- | ---------------------- | ------- | ---------------- | ------- |
| 1   | Јамајка                | 4 | 4 | 0 | 0 | 24 | 2  | +22 | 12   | Квалификована за Конкакафов шампионат 2022. |       | —       | 5 : 1                  | 4 : 0   | нема             | нема    |
| 2   | Доминиканска Република | 4 | 3 | 0 | 1 | 15 | 5  | +10 | 9    |                                             |       | нема    | —                      | 1 : 0   | нема             | 9 : 0   |
| 3   | Бермуди                | 4 | 2 | 0 | 2 | 12 | 5  | +7  | 6    |                                             | нема  | нема    | —                      | 6 : 0   | 6 : 0            |         |
| 4   | Кајманска Острва       | 4 | 1 | 0 | 3 | 2  | 19 | −17 | 3    |                                             | 0 : 9 | 0 : 4   | нема                   | —       | нема             |         |
| 5   | Гренада                | 4 | 0 | 0 | 4 | 1  | 23 | −22 | 0    |                                             | 1 : 6 | нема    | нема                   | 0 : 2   | —                |         |

| Доминиканска Република | 9 : 0                               | Гренада |
| --- | ----------------------------------- | ------- |
| - Алиша Овиједо 4’, 12’, 52’ - Дафне Ејајме 6’ - Мануела Ларео 9’, 68’ - Ванеса Кара 49’ - Винифер Санта 81’ - Анхелина Варгас 86’ | Извештај (ФИФА) Извештај (Конкакаф) |         |

| Јамајка                                                     | 4 : 0                               | Бермуди |
| ----------------------------------------------------------- | ----------------------------------- | ------- |
| - Џоди Браун 21’ - Труди Картер 30’ - Кадија Шау 80’, 90+3’ | Извештај (ФИФА) Извештај (Конкакаф) |         |

| Кајманска Острва | 0 : 4                               | Доминиканска Република                                                                   |
| ---------------- | ----------------------------------- | ---------------------------------------------------------------------------------------- |
|                  | Извештај (ФИФА) Извештај (Конкакаф) | - Мануела Ларео 21’ (пен.) - Алиша Овиједо 40’ - Винифер Санта 66’ - Џована Дионисио 74’ |

| Гренада     | 1 : 6                               | Јамајка                                                                            |
| ----------- | ----------------------------------- | ---------------------------------------------------------------------------------- |
| - Frank 52’ | Извештај (ФИФА) Извештај (Конкакаф) | - Тифани Камерон 28’ - Џоди Браун 42’, 55’ - Кадија Шау 45+5’, 90’ - Алика Кин 73’ |

| Бермуди                                                                  | 6 : 0                               | Кајманска Острва |
| ------------------------------------------------------------------------ | ----------------------------------- | ---------------- |
| - Лејлани Несбет 8’, 90+3’ - Ниа Кристофер 25’, 40’, 55’ - Кеуна Дил 66’ | Извештај (ФИФА) Извештај (Конкакаф) |                  |

| Гренада | 0 : 2                               | Кајманска Острва          |
| ------- | ----------------------------------- | ------------------------- |
|         | Извештај (ФИФА) Извештај (Конкакаф) | - Виндзор 53’ - Годет 86’ |

| Доминиканска Република | 1 : 0                               | Бермуди |
| ---------------------- | ----------------------------------- | ------- |
| - Ванеса Кара 87’      | Извештај (ФИФА) Извештај (Конкакаф) |         |

| Кајманска Острва | 0 : 9                               | Јамајка |
| ---------------- | ----------------------------------- | --- |
|                  | Извештај (ФИФА) Извештај (Конкакаф) | - Труди Картер 7’, 16’, 17’ - Филипс 12’ (а.г.) - Џоди Браун 14’ - Кадија Шау 54’, 56’, 65’ - Кајла Мекој 88’ |

| Бермуди                                                                                      | 6 : 0                               | Гренада |
| -------------------------------------------------------------------------------------------- | ----------------------------------- | ------- |
| - Лејлани Несбет 10’, 56’, 73’ (пен.) - Ниа Кристофер 23’ (пен.), 88’ - Викторија Дејвис 78’ | Извештај (ФИФА) Извештај (Конкакаф) |         |

| Јамајка                                                                          | 5 : 1                               | Доминиканска Република |
| -------------------------------------------------------------------------------- | ----------------------------------- | ---------------------- |
| - Џоди Браун 16’ - Труди Картер 40’ - Тифани Камерон 60’ - Кадија Шау 79’, 90+3’ | Извештај (ФИФА) Извештај (Конкакаф) | - Кат Гонзалез 24’     |

### Група Д
| Pos | Тим      | О | П | Н | И | ГД | ГП | ГР  | Бод. | Qualification                               |       | Панама | Салвадор | Белизе | Барбадос | Аруба |
| --- | -------- | - | - | - | - | -- | -- | --- | ---- | ------------------------------------------- | ----- | ------ | -------- | ------ | -------- | ----- |
| 1   | Панама   | 4 | 4 | 0 | 0 | 24 | 0  | +24 | 12   | Квалификована за Конкакафов шампионат 2022. |       | —      | 2 : 0    | нема   | 5 : 0    | нема  |
| 2   | Салвадор | 4 | 3 | 0 | 1 | 15 | 3  | +12 | 9    |                                             |       | нема   | —        | 6 : 0  | 2 : 0    | нема  |
| 3   | Белизе   | 4 | 1 | 1 | 2 | 4  | 15 | −11 | 4    |                                             | 0 : 8 | нема   | —        | нема   | 1 : 1    |       |
| 4   | Барбадос | 4 | 1 | 0 | 3 | 3  | 11 | −8  | 3    |                                             | нема  | нема   | 0 : 3    | —      | 3 : 1    |       |
| 5   | Аруба    | 4 | 0 | 1 | 3 | 3  | 20 | −17 | 1    |                                             | 0 : 9 | 1 : 7  | нема     | нема   | —        |       |

| Салвадор                                                                                | 6 : 0                               | Белизе |
| --------------------------------------------------------------------------------------- | ----------------------------------- | ------ |
| - Јоселин Лопез 4’ - Мара Родригез 23’, 45+1’, 67’ - Бренда Серен 55’ - Карен Рејес 75’ | Извештај (ФИФА) Извештај (Конкакаф) |        |

| Панама                                                                                                 | 5 : 0                               | Барбадос |
| --- | ----------------------------------- | -------- |
| - Јомира Пинзон 41’ (пен.) - Карла Рилеј 45+1’, 47’ - Лори Батиста 84’ (пен.) - Катерине Кастиљо 90+5’ | Извештај (ФИФА) Извештај (Конкакаф) |          |

| Аруба         | 1 : 7                               | Салвадор |
| ------------- | ----------------------------------- | --- |
| - Луперон 90’ | Извештај (ФИФА) Извештај (Конкакаф) | - Бренда Серен 56’ - Јоселин Лопез 65’, 66’, 90+3’ - Викторија санчез 70’ - Стефани Гарсија 80’ - Карен Рејес 90+2’ (пен.) |

| Белизе | 0 : 8                               | Панама |
| ------ | ----------------------------------- | --- |
|        | Извештај (ФИФА) Извештај (Конкакаф) | - Јомира Пинзон 11’ (пен.) - Наталија Миљс 16’, 71’ - Линет Седењо 25’ (пен.), 36’, 86’ - Јенерис Де Леон 45’ - Јеиси Фуентес 52’ |

| Барбадос                                                          | 3 : 1                               | Аруба         |
| ----------------------------------------------------------------- | ----------------------------------- | ------------- |
| - Сораја Топин-Херберт 4’ - Сајрус 34’ (пен.) - Бирнет-Грифит 90’ | Извештај (ФИФА) Извештај (Конкакаф) | - Susanna 68’ |

| Белизе              | 1 : 1                               | Аруба               |
| ------------------- | ----------------------------------- | ------------------- |
| - Боуден 33’ (пен.) | Извештај (ФИФА) Извештај (Конкакаф) | - Сусана 24’ (пен.) |

| Салвадор                             | 2 : 0                               | Барбадос |
| ------------------------------------ | ----------------------------------- | -------- |
| - Јоселин Лопез 1’ - Јард 16’ (а.г.) | Извештај (ФИФА) Извештај (Конкакаф) |          |

| Аруба | 0 : 9                               | Панама |
| ----- | ----------------------------------- | --- |
|       | Извештај (ФИФА) Извештај (Конкакаф) | - Лори Батиста 8’, 19’, 45’ - Карла Рилеј 30’ - Кења Ранхел 34’ - Марта Кокс 44’ (пен.), 64’ - Ерика Ернандез 55’ - Габриела Леонардс 68’ |

| Барбадос | 0 : 3                               | Белизе                                   |
| -------- | ----------------------------------- | ---------------------------------------- |
|          | Извештај (ФИФА) Извештај (Конкакаф) | - Шендра Касимиро 38’ - Браун 55’, 90+4’ |

| Панама                                  | 2 : 0                               | Салвадор |
| --------------------------------------- | ----------------------------------- | -------- |
| - Јеренис Де Леон 65’ - Карла Рилеј 78’ | Извештај (ФИФА) Извештај (Конкакаф) |          |

### Група Е
| Pos | Тим                         | О | П | Н | И | ГД | ГП | ГР  | Бод. | Qualification                               |      | Хаити | Куба | Хондурас | Сент Винсент и Гренадини | Британска Девичанска Острва |
| --- | --------------------------- | - | - | - | - | -- | -- | --- | ---- | ------------------------------------------- | ---- | ----- | ---- | -------- | ------------------------ | --------------------------- |
| 1   | Хаити                       | 4 | 4 | 0 | 0 | 44 | 0  | +44 | 12   | Квалификована за Конкакафов шампионат 2022. |      | —     | 6–0  | 6–0      | нема                     | нема                        |
| 2   | Куба                        | 4 | 2 | 1 | 1 | 17 | 6  | +11 | 7    |                                             |      | нема  | —    | 0–0      | 3–0                      | нема                        |
| 3   | Хондурас                    | 4 | 2 | 1 | 1 | 6  | 7  | −1  | 7    |                                             | нема | нема  | —    | 2–1      | 4–0                      |                             |
| 4   | Сент Винсент и Гренадини    | 4 | 1 | 0 | 3 | 6  | 17 | −11 | 3    |                                             | 0–11 | нема  | нема | —        | 5 : 1                    |                             |
| 5   | Британска Девичанска Острва | 4 | 0 | 0 | 4 | 1  | 44 | −43 | 0    |                                             | 0–21 | 0–14  | нема | нема     | —                        |                             |

| Куба                                                  | 3 : 0                               | Сент Винсент и Гренадини |
| ----------------------------------------------------- | ----------------------------------- | ------------------------ |
| - Јеранис Ли 19’ - Лора Морено 35’ - Ракел Пелаез 74’ | Извештај (ФИФА) Извештај (Конкакаф) |                          |

| Хаити | 6 : 0                               | Хондурас |
| --- | ----------------------------------- | -------- |
| - Челси Сурприз 15’ - Кетна Луис 20’ - Бачиба Луис 33’ (пен.), 50’ - Роселорд Боехеља 42’ - Ширли Хеуди 56’ | Извештај (ФИФА) Извештај (Конкакаф) |          |

| Британска Девичанска Острва | 0 : 14                              | Куба |
| --------------------------- | ----------------------------------- | --- |
|                             | Извештај (ФИФА) Извештај (Конкакаф) | - Ракел Пелаез 10’, 23’, 45’ - Јеранис Ли 26’, 32’, 39’, 56’, 63’, 83’ - Елиан Валдез 57’, 79’ - Мариа Перез 68’ - Јерли Палма 77’ - Јунусес Нуњез 87’ |

| Сент Винсент и Гренадини | 0 : 11                              | Хаити |
| ------------------------ | ----------------------------------- | --- |
|                          | Извештај (ФИФА) Извештај (Конкакаф) | - Роселорд Борхеља 20’, 51’, 76’, 90’ - Ширли Хеуди 22’ - Кетна Луис 34’ (пен.) - Милан Пјер-Жером 44’, 65’ - Маделин Морил 61’ - Челси Сурприс 80’ - Роселајн Елоисент 81’ |

| Хондурас                                                                          | 4 : 0                               | Британска Девичанска Острва |
| --------------------------------------------------------------------------------- | ----------------------------------- | --------------------------- |
| - Кимберли Дијаз 27’ - Линда Монкада 47’ - Кендра Хејлок 75’ - Кимберли Лопез 77’ | Извештај (ФИФА) Извештај (Конкакаф) |                             |

| Сент Винсент и Гренадини                                                             | 5 : 1                               | Британска Девичанска Острва |
| ------------------------------------------------------------------------------------ | ----------------------------------- | --------------------------- |
| - Анеста Ричард 7’ - Арека Хупер 14’ - Вајли 33’ - Делпеч 66’ - Китана Ричардс 90+3’ | Извештај (ФИФА) Извештај (Конкакаф) | Китана Ричардс 61’ (а.г.)   |

| Куба | 0 : 0                               | Хондурас |
| ---- | ----------------------------------- | -------- |
|      | Извештај (ФИФА) Извештај (Конкакаф) |          |

| Британска Девичанска Острва | 0 : 21                              | Хаити |
| --------------------------- | ----------------------------------- | --- |
|                             | Извештај (ФИФА) Извештај (Конкакаф) | - Роселорд Борхеља 4’, 21’, 22’, 45’ - Данијел Етјен 6’ - Мелчи Думорнај 8’, 11’, 32’ - Батчеба Луис 33’, 39’, 42’, 58’, 89’ - Нерилија Мондесир 51’ - Роселајн Елоисент 63’, 73’, 79’ - Кетна Луис 77’ (пен.) - Микерлин Сент-Феликс 84’, 87’, 90’ |

| Хондурас                                          | 2 : 1                               | Сент Винсент и Гренадини |
| ------------------------------------------------- | ----------------------------------- | ------------------------ |
| - Кендра Хејлок 26’ - Габриела Гарсија 53’ (пен.) | Извештај (ФИФА) Извештај (Конкакаф) | - Creese 45+2’           |

| Хаити | 6 : 0                               | Куба |
| --- | ----------------------------------- | ---- |
| - Нерилија Мондесир 23’ - Роселорд Борхеља 53’ (пен.), 74’ - Мелчи Думорнеј 64’ - Батчеба Луис 72’ - Јарислејди Мена 88’ (а.г) | Извештај (ФИФА) Извештај (Конкакаф) |      |

### Група Ф
| Pos | Тим               | О | П | Н | И | ГД | ГП | ГР  | Бод. | Qualification                               |      | Тринидад и Тобаго | Гвајана | Никарагва | Доминика | Теркс и Кејкос |
| --- | ----------------- | - | - | - | - | -- | -- | --- | ---- | ------------------------------------------- | ---- | ----------------- | ------- | --------- | -------- | -------------- |
| 1   | Тринидад и Тобаго | 4 | 3 | 1 | 0 | 19 | 3  | +16 | 10   | Квалификована за Конкакафов шампионат 2022. |      | —                 | 2–2     | 2–1       | нема     | нема           |
| 2   | Гвајана           | 4 | 2 | 2 | 0 | 13 | 2  | +11 | 8    |                                             |      | нема              | —       | 0–0       | 4–0      | нема           |
| 3   | Никарагва         | 4 | 2 | 1 | 1 | 30 | 2  | +28 | 7    |                                             | нема | нема              | —       | 10–0      | 19–0     |                |
| 4   | Доминика          | 4 | 1 | 0 | 3 | 8  | 17 | −9  | 3    |                                             | 0–2  | нема              | нема    | —         | 8–1      |                |
| 5   | Теркс и Кејкос    | 4 | 0 | 0 | 4 | 1  | 47 | −46 | 0    |                                             | 0–13 | 0–7               | нема    | нема      | —        |                |

| Гвајана                                                                         | 4 : 0                               | Доминика |
| ------------------------------------------------------------------------------- | ----------------------------------- | -------- |
| - Шанис Алфред 17’ - Аналиса Винсент 26’ - Сидни Камингс 35’ - Стоут 63’ (а.г.) | Извештај (ФИФА) Извештај (Конкакаф) |          |

| Тринидад и Тобаго                 | 2 : 1                               | Никарагва               |
| --------------------------------- | ----------------------------------- | ----------------------- |
| - Аша Џејмс 17’ - Карин Форбс 64’ | Извештај (ФИФА) Извештај (Конкакаф) | - Јесенија Флорес 90+5’ |

| Теркс и Кејкос | 0 : 7                               | Гвајана                                                                             |
| -------------- | ----------------------------------- | ----------------------------------------------------------------------------------- |
|                | Извештај (ФИФА) Извештај (Конкакаф) | - Камео Хезлевуд 10’, 40’ - Хана Баптисте 30’, 72’ - Маријам Ел-Масри 48’, 61’, 84’ |

| Доминика | 0 : 2                               | Тринидад и Тобаго                           |
| -------- | ----------------------------------- | ------------------------------------------- |
|          | Извештај (ФИФА) Извештај (Конкакаф) | - Аша Џејмс 31’ - Марија-Франсес Серант 58’ |

| Никарагва | 19 : 0                              | Теркс и Кејкос |
| --- | ----------------------------------- | -------------- |
| - Ханси Агире 7’ - Кесли Перез 13’, 45’ - Јесенија Флорес 17’, 25’, 47’, 55’, 64’, 66’ - Јорсељи Хамфрис 33’ - Лилиет Ривера 39’ - Лисбет Морено 50’ - Натали Орељана 51’ - Шејла Флорес 57’ - Нуриа Маркез 71’ - Натали Силва 76’ - Рејна Ернандез 79’ - Хаклин Гилдеј 90’, 90+1’ | Извештај (ФИФА) Извештај (Конкакаф) |                |

| Доминика                                                                                           | 8 : 1                               | Теркс и Кејкос |
| -------------------------------------------------------------------------------------------------- | ----------------------------------- | -------------- |
| - К. Семјуел 11’ - Хамфрис 32’, 46’, 48’ - С. Фин 33’, 40’ - Кајли Бертранд 84’ - Брајан Филип 90’ | Извештај (ФИФА) Извештај (Конкакаф) | - Делфин 45+2’ |

| Гвајана | 0 : 0                               | Никарагва |
| ------- | ----------------------------------- | --------- |
|         | Извештај (ФИФА) Извештај (Конкакаф) |           |

| Теркс и Кејкос | 0 : 13                              | Тринидад и Тобаго |
| -------------- | ----------------------------------- | --- |
|                | Извештај (ФИФА) Извештај (Конкакаф) | - Челси Ралф 6’, 17’, 82’ - Лорин Хачинсон 14’ - Карин Форбс 33’, 45’ - Сесили Стоут 35’ - Лиана Хиндс 41’ - Маја Матук 49’, 66’ - Реана Кемпбел 72’ (пен.), 86’ - Марија-франсес Серант 75’ |

| Тринидад и Тобаго                           | 2 : 2                               | Гвајана                  |
| ------------------------------------------- | ----------------------------------- | ------------------------ |
| - аша Џејмс 48’ (пен.) - Лорин Хачинсон 90’ | Извештај (ФИФА) Извештај (Конкакаф) | - Сидни Камингс 45’, 82’ |

| Никарагва | 10 : 0                              | Доминика |
| --- | ----------------------------------- | -------- |
| - Јесенија Флорес 2’, 19’, 31’, 53’ - лилиет Ривера 14’ - Жаклин Гилдеј 25’ - Рејна Ернандез 49’ - Натали Силва 58’ - Јорсели Хамфрис 71’ - Марта Силва 87’ | Извештај (ФИФА) Извештај (Конкакаф) |          |

## Стрелци
Укупно је постигнуто  362 голова у 60 утакмица, с просеком од 6.03 гола по утакмици.
11 голова
- Роселорд Борхеља
- Јесенија Флорес

9 голова
- Кадија Шау

8 голова
- Батчиба Луис

7 голова
- Јеранис Ли

6 голова
- Ракел Родригез
- Кати Мартинез

## Квалификоване репрезентације
На завршни турнир се пласирало следећих осам екипа.
| Екипа             | Квалификовала се као           | Квалификовала се   | Претходни наступи на Конкакафовом шампионату у фудбалу за жене1 |
| ----------------- | ------------------------------ | ------------------ | --------------------------------------------------------------- |
| Канада            | Аутоматски квалификована       | 10. децембар 2020. | 9 (1991, 1993, 1994, 1998, 2000, 2002, 2006, 2010, 2018)        |
| Сједињене Државе  | Аутоматски квалификована       | 10. децембар 2020. | 9 (1991, 1993, 1994, 2000, 2002, 2006, 2010, 2014, 2018)        |
| Мексико           | Квалификације група А победник | 12. април 2022.    | 9 (1991, 1994, 1998, 2000, 2002, 2006, 2010, 2014, 2018)        |
| Костарика         | Квалификације група Б победник | 12. април 2022.    | 7 (1991, 1998, 2000, 2002, 2010, 2014, 2018)                    |
| Јамајка           | Квалификације група Ц победник | 12. април 2022.    | 6 (1991, 1994, 2002, 2006, 2014, 2018)                          |
| Панама            | Квалификације група Д победник | 12. април 2022.    | 3 (2002, 2006, 2018)                                            |
| Хаити             | Квалификације група Е победник | 12. април 2022.    | 5 (1991, 1998, 2002, 2010, 2014)                                |
| Тринидад и Тобаго | Квалификације група Ф победник | 12. април 2022.    | 10 (1991, 1993, 1994, 1998, 2000, 2002, 2006, 2010, 2014, 2018) |

1 Подебљано означава шампионе за ту годину. Курзив означава домаћине за ту годину.